# 魔術師 (漫画)
『魔術師』(まじゅつし)は、西岸良平による漫画短編集である。

## 概要
新生活読本と題された10作と、SFシリーズの5作からなる。新生活読本は、主人公が今の生活に疑問を持ったり、突如として新たな生活に投げ込まれるストーリー。多くの話が本田健という青年を主人公にしているが、いずれも設定が異なり独立した話となっている。SFシリーズは宇宙人やロボットなどが登場し、ストーリー上のどんでん返しが特徴の短編である。

## 収録作品
新生活読本
- 第一話 流星王子
- 第二話 恐怖の標本人間
- 第三話 魔術師
- 第四話 ジキル博士とホンダ氏
- 第五話 たたり
- 第六話 宝さがし入門
- 第七話 伊賀の闇丸
- 第八話 謎の試験管ベビー
- 第九話 転落の詩集
- 第十話 サバイバル

SFシリーズ
- 第一話 TOOLS(ツールス)
- 第二話 地球の黙示録
- 第三話 春夜怪
- 第四話 地には平和
- 第五話 幻影の街

## ストーリー
流星王子
ホンダラ星の三男坊王子ホンダケンは、友好関係を結ぶために単身地球に降り立つが、最初に出会った酔っ払いを地球人代表と勘違いし、永久エネルギー方程式などの贈り物を渡してしまう。その後、地球の文化がわからず行き倒れとなるが、水商売の女に拾われて彼女の部屋で暮らすことになる。
恐怖の標本人間
屋台を営む独身の中年である原綿内臓(はらわた ないぞう)は、重度の剥製マニアであった。彼は趣味に没頭するうちに人間の剥製を欲するようになり、屋台のとある客を酔い潰して剥製にしようと考え始めた。
魔術師
本田という青年は空き地に突如出来たサーカステントで、魔王と名乗る男と出会う。魔王は思念によって自由に物体を出現させ消失させる魔術を披露した。彼は「ひょっとしたらこの宇宙全体もわしが存在してると思うから存在するんじゃないか(中略)わしが死ぬ時にはこの宇宙全体が……パッと消えてなくなるんじゃないかと思うんじゃよ」と本田に語る。
ジキル博士とホンダ氏
大手新聞社の記者である本田健は、政界汚職事件に深入りしすぎたため左遷され、失意の毎日を送っていた。ある日、痔切(じきる)という博士が開発した二重人格を呼び覚ます薬品について取材するが、彼は博士から逆に興味を抱かれてしまい、その薬品の被検体になってくれないかと頼まれる。
たたり
大名の末裔である本田は、腰元の幽霊に先祖代々祟られており、就職してもすぐに失業する生活を送っていた。彼はサラ金業者に入社するが、初めて取立てをした相手が自殺してしまい、その幽霊にも祟られることになる。困った本田は会社の先輩に相談へ行くが、そこで驚くべき光景を目にする。
宝さがし入門
一流企業の係長である本田健は、同じことばかりが続く毎日に飽きを感じ始めていた。彼はあるときふとしたことから、ヒマラヤの奥地に眠る財宝の地図を手に入れる。偽物ではないかと迷うが、結局彼は宝さがしの旅に出ることになる。
伊賀の闇丸
江戸時代の日本。伊賀忍者の闇丸は、自分の腕前の未熟さに悩んでいた。そんな彼を見かねて、同僚の影丸は『忍法透明手裏剣』という必殺技を教える。忍法透明手裏剣により百発百中の腕を誇るようになった闇丸だが、親方より影丸が抜忍になったので始末しろという命令が下る。
謎の試験管ベビー
中小企業の会社員である本田健は、試験管やフラスコに強い懐かしさを抱くという奇癖があった。彼は試験管ベビーのニュースを目にしたとき、自分もそうなのではないかと考え始める。あるとき本籍地の役所に呼び出されたことをきっかけに、彼は生物学者だった祖父の研究室を調べ始める。
転落の詩集
一流大学の受験に失敗した本田健は、二流大学に入学するがふて腐れた毎日を送る。だがそこで出会った高校の同級生である諸井裕一(もろい ゆういち)は、幸福そうな日々を送っていた。彼と共に小さな出版社に就職した本田だったが、充実して仕事をこなす諸井とは逆に、自分が落ちこぼれであるという意識が日々強まっていった。
サバイバル
受験生である本田健は、入学試験に向かう途中で地下鉄のトイレに閉じ込められてしまう。すぐに助けが来ると楽観視していたが、三日経っても誰にも気付かれることはなかった。飢えに苦しんだ本田は、生き残るために様々な工夫を凝らし始めた。
TOOLS(ツールス)
西暦2501年の地球。旧人類からツールス(道具)と呼ばれていた新人類は、自らをパーフェクション(完全なるもの)と称して、互いに熾烈な戦争を続けていた。パーフェクションの主人公は、旧人類の調査を行っていたパーフェクションのヒロミと出会い、彼女を手伝うこととなる。古い図書館で、戦争の原因が旧人類にあることを知った彼らは、旧人類だけが戦争を終わらせられると考えて探索を始めた。
地球の黙示録
数十億年後の地球。地上に人類の姿はなく、ロボットと数匹の不死の動物が生き残るだけとなった。ロボットたちは突然姿を消した人類を捜し求めたが、すべて無駄足に終わっていた。あるとき彼らは人間の頭蓋骨を発見する。それを見たロボット6号は、長年研究したオカルトを使い、死んだ人間を呼び出すことを提案した。
春夜怪
地球侵略を企むローテル星人は、三名の調査員を地球に送り込んだ。過去に多くの星が地球を侵略しようとしたがすべて失敗し、その原因がわからなかったからだ。地球人に変身するところを猫に見られたローテル星人は機密保持のため、指定した生物だけに効く毒ガスを使って周囲の猫を皆殺しにする。だが彼らの前に、なぜか死なない猫が現れた。
地には平和
二十人を殺害した殺し屋であるクロード西城は、警察から逃げ回っているうちにUFOにさらわれる。そのUFOは銀河連盟の宇宙船だった。彼らは西城に対し、地球の生き残りをかけた殺し合いに参加することを強制する。
幻影の街
学生運動に揺れる昭和44年の日本。大学の映画研究会のキャプテンである戸川魔佐男は、メンバーを集めてSFハプニング映画を製作し始める。全国各地をロケバスで回り、人通りの多いところで突然宇宙人の格好で暴れ周り、その様子を隠し撮りするという映画だ。だが撮影が終わった直後、戸川は謎の死を遂げる。

## コミック
- 1979年6月10日 - 双葉社よりアクションコミックスのレーベルで刊行。
- 1991年4月22日 - A5判サイズにて再刊行される。
- 2003年5月17日 - 西岸良平名作劇場『魔術師』としてコンビニコミック形式で再刊行される。